# Височные кольца

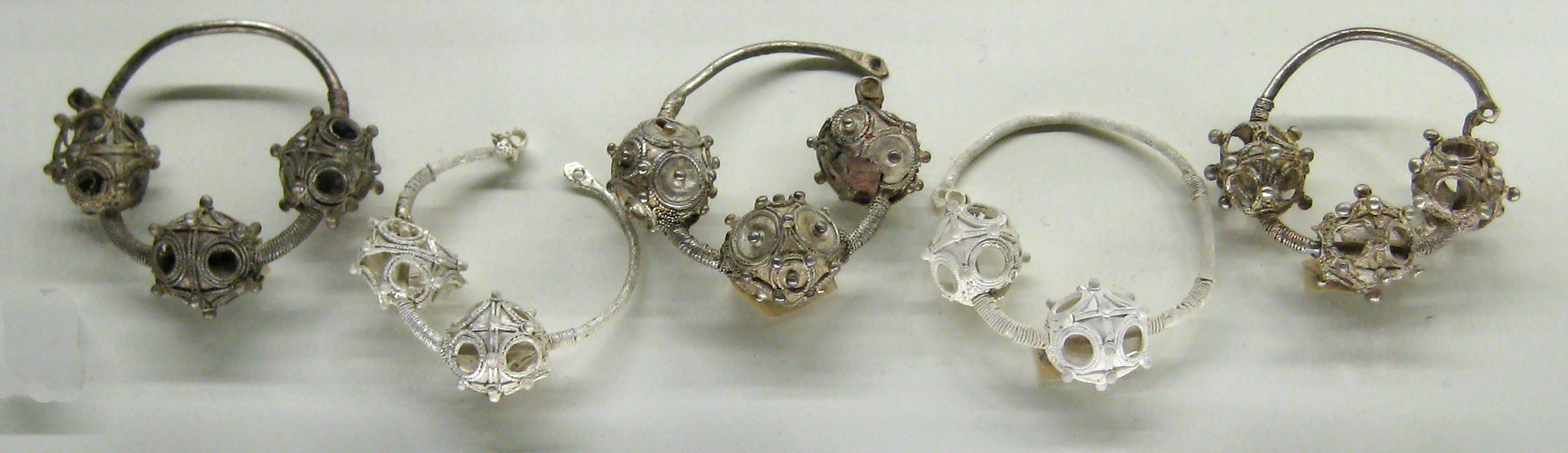
Трёхбусинные височные кольца-подвески к головному убору. Русь, около 1200 года. Серебро, пайка, зернь, скань.

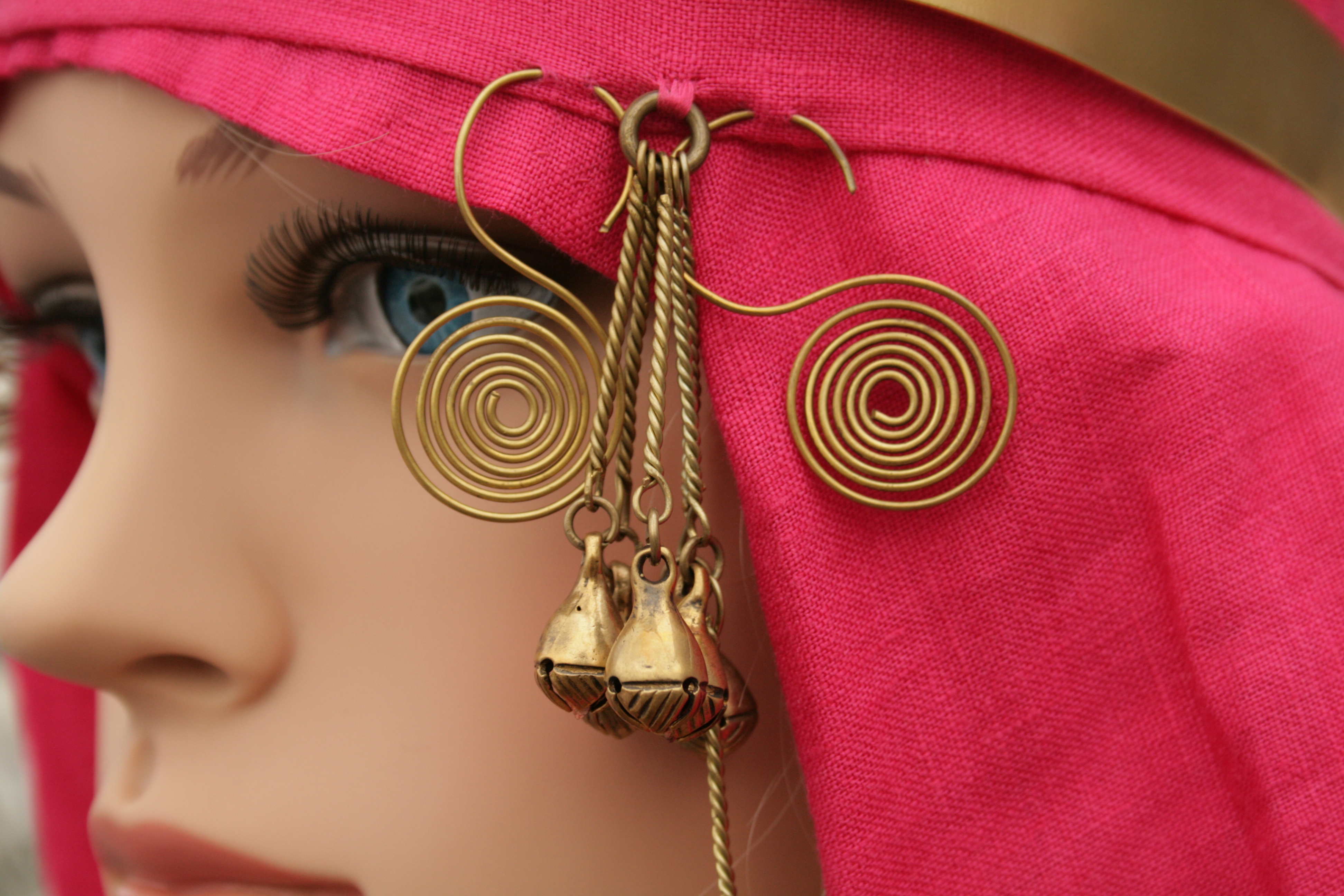
Височные кольца. Опыт реконструкции наряда северянки.

Висо́чное кольцо́ — бронзовое, серебряное, золотое женское украшение, укреплявшееся обычно возле висков.
Височное кольцо носили по одному или по нескольку пар сразу. Они известны с бронзового века, были распространены у восточных славян в средние века. Первые височные кольца на территории Восточной Европы — это бронзовые спиральки, датируемые III—IV тысячелетием до нашей эры (трипольская культура). К VIII—IX векам нашей эры они стали настолько популярны среди славянских племён, что их стали считать типично славянскими украшениями. Славянские женщины подвешивали височные кольца к головному убору (венцу, повою) на лентах или ремешках, обрамлявших лицо. Разные племена имели свои характерные формы. Кольца подвешивали на лентах или ремешках к головному убору, иногда втыкали в ленту или ремешок, иногда укрепляли непосредственно в волосах или продевали в мочку уха. Их делали из серебра, бронзы, меди.

## История
Самые первые височные кольца обнаружены в захоронениях катакомбной и унетицкой культур, а также в погребениях Микен и Трои Бронзового века. На востоке височные кольца находят в захоронениях карасукской культуры.
В более позднюю эпоху височные кольца характеризуют погребения чернолесской культуры.
Однако подлинного расцвета и разнообразия височные кольца достигают в культуре славян эпохи средневековья (VIII—XII веков). Есть сведения, что дизайн колец мог испытать влияние арабской и византийской культуры. Найденные в курганах Гнёздова и на городище Монастырёк луннические височные кольца «нитранского типа» свидетельствуют о знакомстве днепровских мастеров с великоморавской ювелирной традицией.
Славянские височные кольца, как и другие ювелирные изделия, начали проникать в Скандинавию со второй половины X века, возможно и вместе с их носительницами, и в качестве средств платежа — большая часть этих украшений найдена в виде лома. Также в позднем Средневековье височные кольца обнаружены в захоронениях на территории Северного Кавказа (в Карачаево-Черкесии и Ингушетии).
Среди височных колец, найденных в хорватских могильниках полуострова Истрия, широкое распространение имели проволочные кольца небольшого диаметра. Концы многих из них завернуты в колечки-петли, при помощи которых они соединялись. Кроме того, широко бытовали головные кольца с подвеской в виде виноградной грозди, а также двух- и трёхбусинные кольца со сканными бусами.

## Семилучевые кольца
Ранние лучевые височные кольца, послужившие прототипами семилучевых и семилопастных украшений радимичей и вятичей, имеют Дунайское происхождение. К ним можно отнести кольца Зарайского клада IX в., среди которых есть и пятилучевые с ложной зернью на щитке и тремя шариками на концах каждого луча, и семилучевые с одним шариком на концах лучей. К этой же группе височных украшений принадлежат семилучевые кольца Полтавского клада (IX в.). Близко к зарайским и височное кольцо с семью острыми лучами, найденное на Новотроицком городище (IX в.). Новотроицкие кольца, отлитые, вероятно, на месте, копируют украшения, привнесённые из Подунавья. Семилучевое височное кольцо городища Хотомель в Припятском Полесье относится к VIII—IX вв. Лучевые кольца того же облика найдены также на городище роменской культуры Горналь, на городище борщевской культуры Титчиха в Воронежском Подонье, в Кветуни под Трубчевском, а также на Гнёздовских поселениях под Смоленском и Супрутах в Верхнем Поочье. В целом они датируются IX—X вв., гнёздовская находка — рубежом IX и X веков.

## Виды височных колец
|  | Тип              | Этническое соответствие | Описание | Регион | Период         |
|  | ---------------- | ----------------------- | --- | --- | -------------- |
|  | Семилучевые      | Радимичи, северяне      | | Курская область | VIII-XII века. |
|  | Браслетообразные | Кривичи                 | Проволочные кольца диаметром от 5 до 10 см, в нижней части проволока уплощена ковкой, что придает кольцу серповидный или браслетообразный вид. Также этот тип колец характеризуют завязанные концы. В немногих случаях на пластинчатых частях колец делались небольшие отверстия, через которые продевались тонкие проволочные колечки с трапециевидными пластинчатыми привесками. | Витебская и Минская область Белоруссии, а также Псковская, Калужская, Нижегородская, Рязанская и Смоленская области России.                  | V-XII вв       |
|  | Ромбощитковые    | Ильменские словене      | Бронзовые кольца, в которых имелись робмовидные утолщения (щитки) количеством от 2 до 5. Иногда к кольцам приделывались трапециевидные подвески | Ленинградская (Гатчинский район) и Новгородская области.                                                                                     |                |
|  | Семилопастные    | Вятичи                  | | Подмосковье | XI — XII вв    |
|  | Спиральные       | Северяне                | | Курская и Полтавская области, Литва |                |
|  | Трёхбусинные     | Дреговичи               | | Смоленская область, Гнёздовский археологический комплекс, Россия, Киевская (за что называется «киевским типом»),Черниговская области Украины |                |